# Hebreeën (Bijbel)
De Hebreeën (Hebreeuws" עִבְרִי, ʿivri of Iwri; Aramees: hubroye) zijn in de Hebreeuwse Bijbel de vroege Israëlieten of voorlopers ervan en later hun nakomelingen, de Joden. De aanduiding Hebreeën / Hebreeër wordt in de Hebreeuwse Bijbel 26 keer gebruikt en 3 keer in 2 Makkabeeën (een apocrief van het Oude Testament). In het Nieuwe Testament 2 keer: in 2 Korintiërs 11:22 en in Filippenzen 3:5.

## Herkomst en betekenis van de term
De etymologie en betekenis van de term Hebreeën is niet zeker. De meest geaccepteerde hypothese is dat עִבְרִי, ʿivri is afgeleid van עֵבֶר, ever, "achter" of "over" als een beschrijving van migranten 'van over de rivier' zoals de Hebreeën in de Hebreeuwse Bijbel worden beschreven (zie bijvoorbeeld Jozua 24:2-3). Het begrip wordt ook soms in verband gebracht met de in Genesis 10:21,24 genoemde Eber (עֵבֶר). De uitdrukking "nakomelingen van Eber" (בְּנֵי־עֵבֶר) zou dan een bredere betekenis hebben dan Israëlieten. Deze bredere betekenis wordt ondersteund door onder andere 1 Samuel 14:21. Mogelijk is dit onderscheid later verdwenen.
Vaak wordt een verwantschap aangenomen met het Akkadische ʿApiru, Habiru of het Egyptische ʿpr(w). Deze term was in sommige teksten uit de Late Bronstijd uit Amarna, Ugarit, Kanaän en Egypte een aanduiding van verschillende groepen mensen die buiten de sociale orde stonden. Door omstandigheden waren deze gedwongen om als huursoldaten of loonarbeiders te leven of ze leidden een leven als bandieten. Over het algemeen wordt de term beschouwd als een pejoratieve term voor een sociale status.
Het Aramese woord ʿebrāyā betekent zoiets als "de aangekomenen". Mogelijk werden de Hebreeën zo genoemd omdat ze volgens de Hebreeuwse Bijbel eerder al door God waren uitverkoren om in het Beloofde Land (nu Israël) te wonen.

## Gebruik van de term
Vaak wordt de aanduiding Hebreeën gebruikt om te verwijzen naar de Israëlieten ter onderscheiding van andere naburige volken. Op deze manier wordt het begrip onder andere gebruikt in de verhalen rond de strijd met de Filistijnen en in verband met het verblijf in het oude Egypte en de daarop volgende uittocht. Ook als de profeet Jona zichzelf een Hebreeër noemt (Jona 1:9), wordt waarschijnlijk het volk bedoeld. Bij de aanduiding in Genesis 14:13, waar Abraham een Hebreeër wordt genoemd, is niet duidelijk of het hier gaat om een nationaliteit, dan wel om een sociale klasse of maatschappelijke stand.
Exodus 21 en Jeremia 34 lijken te suggereren dat Hebreeër de maatschappelijke positie van slaaf aanduidt. De uitleg van de aanduiding van Hebreeër voor een maatschappelijke groepering heeft sommige uitleggers ertoe gebracht een verband te leggen tussen Hebreeën en de Habiru.

## Nieuwe Testament
In het christelijke Nieuwe Testament komt de aanduiding ook voor, in 2 Korintiërs 11:22 en Filippenzen 3:5. De titel van de Brief aan de Hebreeën is daarentegen niet afkomstig van de (onbekende) auteur van het betreffende boek.